# 848
Năm 848 là một năm trong lịch Julius.